# Daily Worker
Pour le Daily Worker publié au Royaume-Uni, voir The Morning Star.
Le Daily Worker est un quotidien américain qui a été l'émanation du Parti communiste des États-Unis de 1924 au début 1958.